# Thomas-Morse MB-3
Thomas-Morse MB-3 – amerykański samolot myśliwski z okresu międzywojennego. Dwupłatowy MB-3 został zaprojektowany w zakładach Thomas-Morse Aircraft, gdzie także zbudowano pierwszych 50 egzemplarzy tego samolotu. MB-3 stał się pierwszym standardowym myśliwcem rodzimej produkcji, który wszedł na wyposażenie United States Army Air Service (USAAS). Pomimo licznych wad i z powodu problemów związanych z innym myśliwcem Orenco D, w późniejszym czasie zamówiono jeszcze 200 egzemplarzy tego samolotu, które zostały zbudowane w zakładach Boeinga.
Samolot służył także jako myśliwiec w United States Marine Corps (USMC) i był również używany jako samolot wyścigowy. Powstały także wersje rozwojowe tej maszyny – Thomas-Morse MB-6 i MB-7.

## Historia

### Geneza
Po przystąpieniu Stanów Zjednoczonych do I wojny światowej 6 kwietnia 1917 roku w kraju tym podjęto wiele prób zaprojektowania rodzimego samolotu myśliwskiego i uruchomienia jego masowej produkcji, które jednak nie powiodły się. Jeszcze przed wojną, jak i w tej trakcie zaprojektowano i zbudowano wiele prototypów, czy krótkich serii produkcyjnych, ale nie rozpoczęto masowej produkcji żadnego czysto amerykańskiego myśliwca. Fiaskiem zakończyła się także planowana produkcja rodzimej wersji 3000 egzemplarzy SPAD-a XIII i ostatecznie w czasie wojny podjęto decyzję wyposażania amerykańskich dywizjonów myśliwskich wyłącznie w maszyny brytyjskie i francuskie.
Pomimo decyzji zaopatrywania na czas wojny w zagraniczne samoloty myśliwskie, w marcu 1918 roku United States Army Air Service (USAAC) poprosiły kilku producentów o zaprojektowanie nowych maszyn myśliwskich, nieustępujących osiągami najnowszym maszynom zagranicznym. W zamówieniu silnie sugerowano, że jednostkę napędową samolotu miał stanowić chłodzony cieczą, silnik widlasty V-8 typu Wright H – licencyjnie budowana w Stanach Zjednoczonych kopia silnika Hispano-Suiza 8.
Pierwszym ukończonym i oblatanym samolotem był Loening M-8, który jednak bardzo szybko został odrzucony. W roku 1919 oblatano Orenco D, który ostatecznie został wyprodukowany w liczbie 50 egzemplarzy w zakładach Curtissa, a w lutym pojawił się Pomillo FVL-8 zbudowany tylko jako pojedynczy prototyp. W tym czasie powstał jeszcze interesujący Engineering Division VCP-1 z konstrukcją półskorupową, a ostatnim samolotem zaprezentowanym USAAC był oblatany w lutym i przekazany w marcu Thomas-Morse MB-3. Wcześniej w zakładach Thomas-Morse Aircraft zaprojektowano szereg interesujących konstrukcji – prototypowe MB-1 i MB-2) oraz zaprojektowany jako myśliwiec, choć używany jako samolot szkolny bardzo popularny S-4.

### Prace projektowe
Głównym projektantem przedsiębiorstwa był B. Douglas Thomas (przypadkowa zbieżność nazwisk, założyciele przedsiębiorstwa, bracia Thomas nie byli z nim spowinowaceni), który wcześniej pracował dla Vickersa i Sopwitha. Zaprojektowany przez niego samolot był konstrukcyjnie bardzo zbliżony do SPAD-a XIII i był całkowicie konwencjonalnym dwupłatem. Samolot miał konstrukcję drewnianą, krytą płótnem i napędzany był pojedynczym silnikiem w układzie ciągnącym. Na trzy tygodnie przed zakończeniem wojny USAAC zamówił cztery prototypy do ewaluacji jako potencjalny samolot myśliwski (numery seryjne od 40092 do 40095).

### Testy

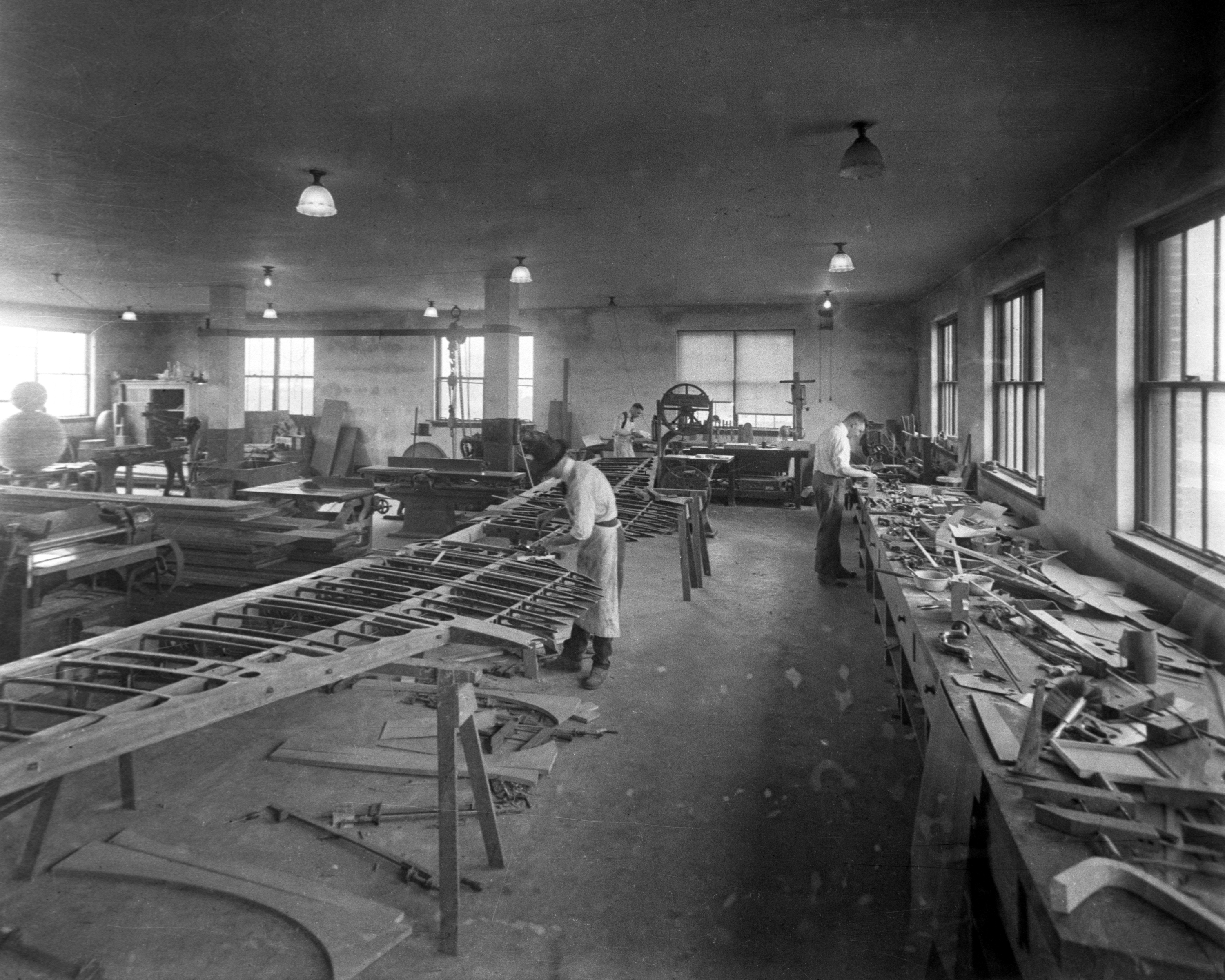
MB-3 w fabryce

Pierwszym oblatanym samolotem był drugi prototyp (40093), oblatany na firmowym lotnisku w Ithace 21 lutego 1919 roku. W czasie testów samolot osiągnął prędkość 168 mil na godzinę (270 km/h) i wspiął się na wysokość 10 tys. stóp (3048 m) w cztery minuty i 52 sekundy, co według producenta stanowiło nieoficjalny rekord świata dla wojskowych samolotów produkcyjnych, ale samolot nie był jeszcze wówczas obciążony żadnym wymaganym wojskowym oprzyrządowaniem.
Po oblataniu przez producenta, wszystkie cztery samoloty zostały przekazane USAAS, do zakładów Engineering Division w bazie McCook Field. Jeden z prototypów (40092) używany był wyłącznie do testów statycznych, pozostałe trzy otrzymały tzw. P-numbers („oznaczenia P”) nadawane przez Flight Test Section oblatywanym samolotom – P-66 (40093, użyta na części po 1921), P-124 (40094, uszkodzony w czasie transportu, zwrócony w celu przeprowadzenia napraw, rozbity 30 marca 1921 roku) oraz P-121 (40095, służył do października 1926 roku). Próby wytrzymałościowe na prototypie z numerem 40092 pokazały, że ogólna konstrukcja samolotu była lepsza niż wymagana w kontrakcie – skrzydła wytrzymywały 20% więcej obciążenia statycznego niż w specyfikacjach, a powierzchnie sterowe – o 50% więcej.
Oblatywacze wojskowi ocenili, że samolot był łatwy do kołowania na ziemi, dobrze startował i miał dobre właściwości pilotażowe w powietrzu. Negatywnie oceniono bardzo ciasny kokpit i bardzo ograniczone pole widzenia pilota bezpośrednio do przodu, które było zasłonięte centralnie zamontowaną chłodnicą silnika. Skrytykowano także bardzo trudne serwisowanie samolotu i liczne przecieki w zbiornikach paliwa wynikające z ich skomplikowanych kształtów. Wyciekające paliwo i olej zbierały się w dolnej części kadłuba i powodowały korozję drewnianych części kadłuba po zaledwie 10 godzinach w powietrzu. Innym przedmiotem krytyki była skomplikowana chłodnica i bardzo skomplikowany system paliwowy. Za poważną wadę uznano znaczne wibracje kadłuba. W odpowiedzi na uwagi USAAS, w czwartym prototypie oznaczonym numerem seryjnym 40095 przeprowadzono szereg modyfikacji. Kokpit został nieco powiększony poprzez jego przedłużenie, zamontowana na środku kadłuba chłodnica została nieco przesunięta w prawo i wzmocniono konstrukcję kadłuba. Zmodyfikowano także instalację paliwową, ale nadal była ona przedmiotem wielu problemów. Modyfikacje zwiększyły masę samolotu o około 130 funtów (ok. 60 kilogramów) i negatywnie wpłynęły na zwrotność samolotu.
W czerwcu 1920 roku podjęto decyzję przezbrojenia 1st Pursuit Group (1stPG – 1 Grupa Pościgowa). Najbardziej obiecującymi samolotami ze wszystkich zaprezentowanych USAAS były Orenco D i MB-3, z czego Orenco miał lepsze osiągi, ale aby nie stawiać wszystkiego na jedną kartę, postanowiono zamówić po 50 sztuk każdego samolotu.
19 czerwca 1920 roku USAAS zamówił 50 samolotów w zmodyfikowanej postaci (n/s 63331/80); dostawy maszyn rozpoczęły się począwszy od listopada. Cztery samoloty z pierwszej wersji produkcyjnej (P-164/63332, P-197/63336, P-201/63338 i P-208/63337) zostały przekazane do bazy McCook, gdzie przeprowadzono dalsze testy, z których wynikało, że samoloty nadal potrzebowały wzmocnienia kadłuba i gdzie zasugerowano użycie nowego systemu chłodzenia silnika z chłodnicami umieszczonymi po obydwu stronach kadłuba.

## Służba

### United States Army Air Service

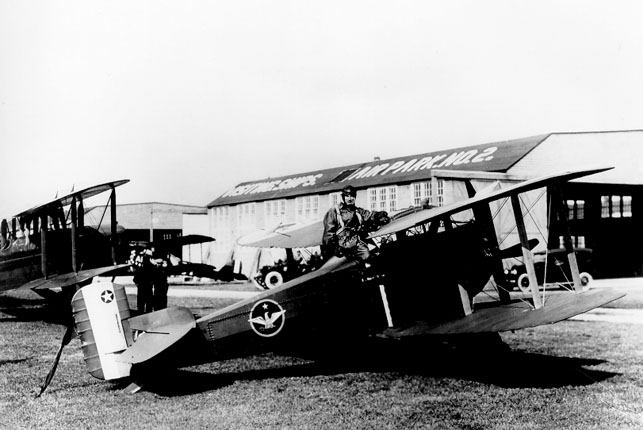
Billy Mitchell w samolocie MB-3

Pierwsze produkcyjne samoloty MB-3, które opuściły fabrykę Thomas-Morse w Ithaca, były prawie identyczne z czwartym prototypem, z wyjątkiem stateczników poziomych i pionowych o powiększonej powierzchni.
Zarówno MB-3, jak i późniejsze MB-3A były używane w bardzo wówczas popularnych w Stanach Zjednoczonych wyścigach lotniczych. 25 listopada 1920 roku w zawodach Pulitzer Trophy wzięły udział dwa MB-3. Kapitan Harold Evans Harney lecący na drugim prototypie zdobył drugie miejsce, a pilotowany przez porucznika Leigha Wade'a trzeci prototyp nie ukończył wyścigu. Dobre wyniki MB-3 bez wątpienia wpłynęły na nieco późniejszą decyzję zakupu następnych 200 sztuk tego samolotu. Samoloty serii MB-3 brały udział w Pulitzer Trophy reprezentując USAAS do 1923 roku. Zbudowano także czysto wyścigową wersję samolotów MB-3 pod oznaczeniem Thomas-Morse MB-6.
Jeszcze przed dostawą pierwszych z 50 zamówionych samolotów, rozpisano konkurs na budowę następnych 200 sztuk tego modelu. Zgodnie z ówczesnym zwyczajem, kontrakt nie został automatycznie przyznany oryginalnemu przedsiębiorstwu, która początkowo dostarczyło dany typ samolotu, ale otrzymało go przedsiębiorstwo, która zaoferowało najniższą cenę (ówczesne zasady wymagały, by USAAS stawał się właścicielem wszystkich praw autorskich i intelektualnych związanych z zakupionymi nią samolotami). Do konkursu stanęło sześć przedsiębiorstw z następującymi ofertami:
| Wytwórnia     | Oferta        |
| ------------- | ------------- |
| Dayton-Wright | 2 201 000 USD |
| LWF           | 2 133 000 USD |
| Curtiss       | 1 982 000 USD |
| Thomas-Morse  | 1 926 000 USD |
| Aeromarine    | 1 832 000 USD |
| Boeing        | 1 448 000 USD |

Kontrakt na budowę 200 samolotów miał być największym dotychczasowym zamówieniem na samoloty myśliwskie w historii Stanów Zjednoczonych. Brano pod uwagę rozdzielenie kontraktu pomiędzy cztery przedsiębiorstwa z najniższymi ofertami, ale ostatecznie major Reuben Fleet odpowiedzialny za podpisanie kontraktu wybrał najniższą ofertę Boeinga. Łączny kontrakt opiewał na 200 samolotów i części zamienne do nich, jego wartość wynosiła 1 837 626,68 dolarów. Niewygranie kontraktu na budowę tych samolotów było poważnym ciosem dla Thomas-Morse Aircraft (tytułem rekompensaty zakłady Thomas-Morse otrzymały jedynie 200 dolarów za każdy samolot zbudowany przez Boeinga), co w 1929 roku ostatecznie doprowadziło do bankructwa przedsiębiorstwa. Została wówczas wykupiona przez wytwórnię Consolidated Aircraft, jej ówczesnym dyrektorem był Reuben Fleet, który wcześniej opuścił USAAS.
W tym samym czasie, na początku kwietnia 1921 roku, pierwsze ze zbudowanych jeszcze przez Thomas-Morse Aircraft MB-3 dostarczono do 1. Grupy Pościgowej. Tempo dostaw zostało zakłócone wypadkiem, do którego doszło w czasie oblatywania jedenastego samolotu produkcyjnego na lotnisku w Ithace. Pilotowany przez porucznika Johna Macready'ego samolot stracił dużą część krawędzi natarcia skrzydła w czasie testowania go w locie nurkującym i wszystkie MB-3 zostały uziemione do czasu wprowadzenia potrzebnych modyfikacji.
Jeden z samolotów został przekazany do National Advisory Commitee for Aeronautics (dzisiejsza NASA), gdzie został poddany wielu testom. Przed ich rozpoczęciem, samolot został poważnie zmodyfikowany w warsztatach NACA – ze środkowej części skrzydła usunięto chłodnicę i zbiornik z paliwem, aby zapewnić bardziej czysty przepływ powietrza na płatem, chłodnica została zastąpiona chłodnicą Lamblina umieszczoną pod kadłubem, skrzydła zostały dodatkowo wzmocnione, wiele okuć i metalowych części zostało zamienionych na większe i silniejsze, wzmocniono naciągi płatów. Z samolotu usunięto całe oprzyrządowanie wojskowe i zostało ono zastąpione specjalizowanymi urządzeniami pomiarowymi. Na powierzchniach skrzydeł wywiercono 120 małych otworów, które zostały podłączone do manometrów monitorujących rozkład ciśnienia powietrza na skrzydłach. Według ówczesnych raportów, tak zmodyfikowany samolot miał znacznie lepsze właściwości pilotażowe od oryginalnej maszyny.
Analiza uzyskanych przez NACA pomiarów pozwoliła na znalezienie problemu: główne modyfikacje polegały na użyciu mocniejszego pokrycia skrzydeł i wzmocnieniu krawędzi natarcia i spływu skrzydeł.
Po przerwie w dostawach samolotu spowodowaną powyższymi badaniami, pozostałe MB-3 zostały dostarczone 1. Grupie Pościgowej do końca stycznia 1922 roku. W służbie samoloty nie były lubiane ani przez ich pilotów, ani przez mechaników. Zachowane dokumenty wskazują, że utrzymanie samolotów było bardzo pracochłonne, a sam sami piloci woleli starsze, ale bardziej niezawodne maszyny. Pomimo tych problemów dowództwo USAAC nie zdecydowało się na wycofanie samolotów z użycia, co było spowodowane między innym jeszcze większymi problemami ze zbudowanymi przez Curtissa samolotami Orenco D, które wszystkie musiały zostać wycofane ze służby z powodu wad fabrycznych.
W tym czasie jeden z MB-3 (63332) został zmodyfikowany w warsztatach 1. Grupy Pościgowej i został wysłany do Boeinga, gdzie miał służyć jako wzór dla serii 200 samolotów MB-3A. Pomimo wielu starań mechaników Grupy, a później inżynierów Boeinga, wiele z problemów samolotu (takich jak nadmierne wibracje powodujące przedwczesne starzenie się maszyny) nigdy nie zostały skutecznie usunięte. Innym poważnym problemem było chłodzenie silnika, w maszynie zmodyfikowanej w warsztatach Grupy chłodnica została przesunięta na boki kadłuba samolotu, co z jednej strony nieco poprawiło chłodzenie silnika, ale było gorsze aerodynamicznie i pogorszyło osiągi samolotu. W tym czasie w Massachusetts Institute of Technology prowadzono eksperymenty mające poprawić poziomą stabilność maszyny, co doprowadziło do zaprojektowania nowego ogona, którego plany zostały przesłane do Boeinga we wrześniu 1922 roku. Jedynie 50 ostatnich maszyn zbudowanych później przez Boeinga otrzymało nowy, lepszy ogon.
W tym czasie samolot mający służyć jako wzór został wysłany do fabryki Boeinga w Seattle, gdzie został pechowo uszkodzony przy lądowaniu. Samoloty w wersji budowanej przez Boeinga otrzymały oznaczenia MB-3A.
Pierwszy prototyp MB-3A został oblatany w bazie Camp Lewis 7 czerwca 1922 roku, ale i ten został poważnie uszkodzony przy pierwszym lądowaniu. Wszystkie samoloty zostały dostarczone pomiędzy 29 lipca i 27 grudnia 1922 roku. W celu wyeliminowaniu wibracji w samolotach próbowano używać różnych dwu- i czteropłatowych śmigieł, a ostatnich 50 samolotów otrzymało statecznik pionowy o dwukrotnie większej powierzchni (wcześniej testowany na maszynie 68237/P-259). Samolotom wybudowanym w zakładach Boeing przyznano numery seryjne od 68237 do 68436. W samolotach wybudowanych przez Boeinga, zgodnie z wcześniejszą sugestią, pojedyncza chłodnica z grzbietu kadłuba została zastąpiona dwiema chłodnicami umieszczonymi po obydwu stronach kadłuba. W zakładach Boeinga zaprojektowano jeszcze samolot w wersji MB-3B z dłuższym kadłubem i lotkami na obydwu skrzydłach, ale nie wszedł on do produkcji (według jednego źródła wyprodukowano jeden prototyp tego samolotu).
Pierwsze samoloty nowej serii zostały przyznane dywizjonom 1. Grupy Pościgowej (Dywizjony 17, 27, 94 i 95). Trzy miesiące później USAAS zgłosił sześć MB-3A do zawodów lotniczych National Air Races, które odbywały się na Selfridge Field. Samoloty miały wziąć udział w wyścigu o Puchar Pulitzera, ale zostały wycofane w ostatniej chwili, kiedy okazało się, że mają one zbyt mały zasięg na 155-milową (250 km) trasę wyścigu.
Dla samolotów USAAS zorganizowano wówczas nowe zawody, John L. Mitchell Trophy składające się z czterech okrążeń 30-milowego (48 km) toru. Pierwsze wyścigi wygrał porucznik Donald F. Stace lecąc ze średnią prędkością 147 mil na godzinę (236 km/h), ukończył zawody na cztery minuty przed następnym samolotem. Rok później w tych samych zawodach ponownie wystartowało sześć MB-3A, zwycięzcą został kapitan Burt E. Skeel lecąc ze średnią prędkością 146 mil na godzinę (234 km/h).
Następnymi jednostkami, które otrzymały MB-3 był 3 Dywizjon Pościgowy z bazy Mitchell Field, hawajski 19 Dywizjon Pościgowy i 24 Dywizjon Pościgowy stacjonujący w Strefie Kanału Panamskiego.
Do końca 1926 roku w służbie pozostawało około 100 z 200 zamówionych MB-3A. Były one stopniowo zastępowane przez nowsze Curtiss PW-8 i Boeing PW-9.
W źródłach panuje pewna rozbieżność co do powstania wersji szkolnej samolotu, znanej jako TM-3M. Według jednego źródła, kiedy zbudowane w pierwszej serii MB-3 zostały zastąpione w służbie przez MB-3A, niektóre z wycofanych MB-3 zostały przebudowane na samoloty szkolenia zaawansowanego, właśnie MB-3M. Według innego źródła na samoloty szkolenia zaawansowanego przebudowano niektóre MB-3A – konwersji dokonano w zakładach Fairfield Air Intermediate Depot. Źródła zgodne są, że służyły one w 43. Dywizjonie Szkolnym w bazie Kelly Field do 1927 lub 1929 roku.
W 1927 roku kilka maszyn MB-3M i MB-3A wzięło udział w zdjęciach do filmu Skrzydła, gdzie grały one maszyny francuskie i niemieckie. Obraz filmowany był głównie w bazie McCook i kilka maszyn zostało umyślnie zniszczonych w niektórych scenach filmu.

### United States Marine Corp

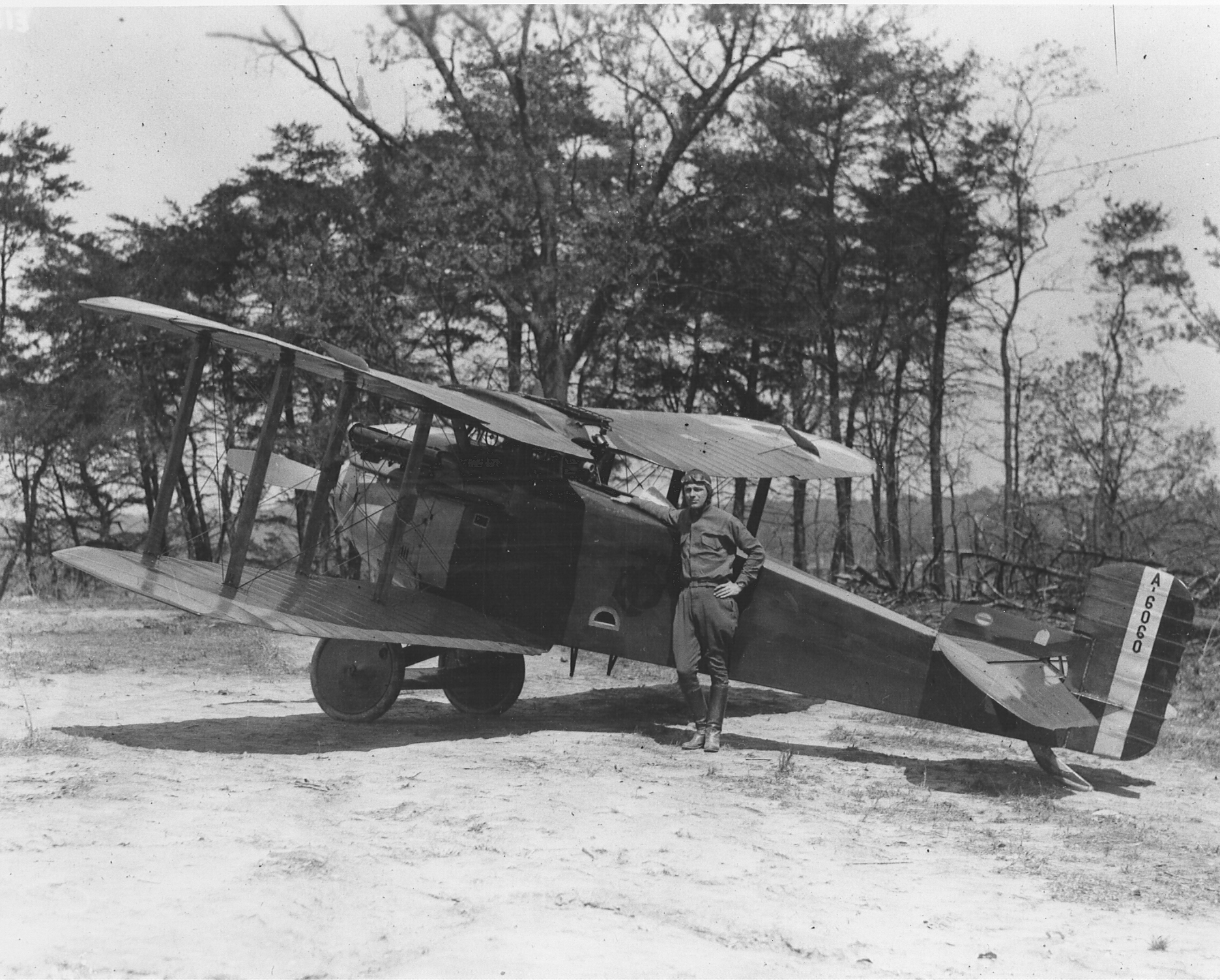
MB-3 w barwach USMC

Służba tych samolotów w United States Marine Corps (USMC) jest stosunkowo słabo udokumentowana.
16 maja (lub w kwietniu) 1921 roku USAAS zamówił jeszcze w zakładach Thomas-Morse dwanaście maszyn MB-3 przeznaczonych do korpusu lotniczego USMC. Już po podpisaniu zamówienia, kontrakt został zmodyfikowany na życzenie United States Navy i opiewał na 10 samolotów MB-3 (numery seryjne USN – BuA 6060/69) i dwa samoloty wyścigowe Thomas-Morse MB-7.
Samoloty zostały dostarczone w marcu 1922 roku, została w nie wyposażona Eskadra F z 3. Dywizjonu. Były to pierwsze prawdziwe samoloty myśliwskie w służbie USMC i pomimo ich licznych wad, dały one pilotom Marines pierwszą możliwość opracowania nowych taktyk myśliwskich. Jeden z samolotów (BuA 6062) pilotowany przez późniejszego generała USMC Forda Rogersa doznał poważnej awarii silnika i Rogers został zmuszony do swojego pierwszego skoku spadochronowego.
Samoloty te były bardzo nielubiane przez pilotów USMC, według ich słów były „szybkie, ale trudne i męczące do latania” i zostały wycofane ze służby już w lipcu tegoż roku.

## Opis konstrukcji
Thomas-Morse MB-3 był całkowicie konwencjonalnym dwupłatem o konstrukcji drewnianej, krytej płótnem. Górne skrzydło było jednoczęściowe, dolne skrzydło składało się z dwóch części, dźwigary obydwu skrzydeł były wykonane ze świerku, obydwa płaty miały profil lotniczy typu RAF 15. Obydwa skrzydła miały niewielki, trzystopniowy wznios. Lotki umieszczono jedyny na górnym płacie, który mieścił także trójgalonowy (11,3 litrów) zbiornik z paliwem i miał duże wycięcie umożliwiające dostęp do bardzo ciasnego kokpitu. Sam kokpit był tak mały, że nie było w nim miejsca na deskę rozdzielczą, a wszystkie instrumenty pokładowe były rozrzucone po całej kabinie, gdzie tylko znaleziono trochę miejsca. W kadłubie umieszczono dwa zbiorniki z paliwem – osiemnastogalonowy przed kabiną pilota i dwudziestogalonowy w tylnej części kadłuba (68 i 75 litrów).
Standardowym uzbrojenie samolotu były dwa pojedyncze karabiny maszynowe Marlin kal. 7,62 mm umieszczone nad silnikiem i strzelające przez śmigło. Niektóre samoloty uzbrojone były w dwa karabiny maszynowe 12,7 mm lub jeden kalibru 12,7 mm i jeden kalibru 7,62 mm.

## Dane taktyczno-techniczne
|                                       | MB-3                     | MB-3A             |
| ------------------------------------- | ------------------------ | ----------------- |
| Silnik                                | Wright-Hispano H, 300 KM | Wright H-3 300 KM |
| Rozpiętość skrzydeł (m)               | 7,92                     | 7,92              |
| Powierzchnia skrzydeł (m²)            | 21,23                    | 21,23             |
| Długość (m)                           | 6,1                      | 6,1               |
| Wysokość (m)                          | 2,59                     | 2,34              |
| Masa własna (kg)                      | 683                      | 778               |
| Masa startowa (kg)                    | 950                      | 1152              |
| Prędkość max na poziomie morza (km/h) | 245                      | 225               |
| Prędkość przelotowa (km/h)            | 232                      | 201               |
| Prędkość max na pułapie (km/h/m)      | 245/1981                 | 222/1981          |
| Prędkość lądowania (km/h)             | 93                       | 89                |
| Pułap praktyczny (m)                  | 7224                     | 5944              |
| Pułap maksymalny (m)                  | 7590                     | 6462              |
| Prędkość wnoszenia (m/min)            | 1981/3,54                | 411/1             |
| Zasięg (km)                           | 463                      | ?                 |
| Pojemność paliwa (l)                  | 155                      | 170               |